# Piotr Skuratowicz
Piotr Skuratowicz (1 tháng 8 năm 1891 - 1940) là một chỉ huy quân sự, một vị tướng của Quân đội Ba Lan. Ông là một kỵ binh nổi tiếng, bị NKVD bắt giữ và bị sát hại trong vụ thảm sát Katyn.
Piotr Marian Skuratowicz sinh năm 1891 tại Minsk, Đế quốc Nga. Ông gia nhập Quân đội Đế quốc Nga, nơi ông được đào tạo trình độ sĩ quan. Trong Chiến tranh thế giới thứ nhất, ông tham gia chiến đấu và phục vụ ở Mặt trận phía Đông. Năm 1917, ông gia nhập Quân đoàn Ba Lan số 1 được thành lập tại Nga, sau đó được gửi đến Murmansk và tiếp đó là Pháp, nơi ông được phong hàm Tướng. Vào tháng 6 năm 1919, ông cùng đơn vị trở về đất nước Ba Lan, lúc này đã được tái lập.

## Đấu tranh cho độc lập
Trong Chiến tranh Ba Lan-Bolshevik, ông đã khảng định bản thân là một chỉ huy kỵ binh thiện nghệ. Nhờ vậy, vào năm 1920, ông được bổ nhiệm làm sĩ quan chỉ huy của Trung đoàn Súng trường lắp ráp số 6. Sau khi chiến tranh kết, ông vẫn tại ngũ. Sau năm 1932, ông trở thành chỉ huy của Lữ đoàn kỵ binh XII có đại bản doanh tại Ostrołęka. Năm 1937, ông đạt đỉnh cao của sự nghiệp khi được bổ nhiệm vào Bộ Quân sự Ba Lan với chức vụ Cục trưởng Cục Kỵ binh. Trong toàn bộ thời kỳ giữa hai cuộc Đại chiến thế giới (sau năm 1922), ông giữ chức vụ chỉ huy của Trung tâm Huấn luyện Kỵ binh có trụ sở tại Grudziądz. Ông được thăng cấp Tướng vào mùa xuân năm 1939, trở thành sĩ quan chỉ huy của Nhóm tác chiến Dubno, được thành lập từ những tiểu đoàn khác nhau của các đơn vị kỵ binh. Tại đơn vị này, ông đã giúp tăng cường lực lượng cho quân Ba Lan chiến đấu với quân Đức sau khi cuộc Xâm lược Ba Lan diễn ra. Tuy nhiên, sau khi Liên Xô xâm lược Ba Lan vào ngày 17 tháng 9, vị trí của ông đã bị Stefan Hanka-Kulesza đảm nhiệm và đơn vị này nhanh chóng bị Hồng quân tiêu diệt.

### Katyn
Bị NKVD bắt giữ, Skuratowicz bị đưa đến trại tập trung Starobielsk  và sau đó là nhà tù NKVD ở Kharkiv. Ông bị sát hại trong vụ thảm sát Katyń năm 1940, ở tuổi 48. Trong số các nạn nhân của Katyn có 14 tướng Ba Lan bao gồm Leon Billewicz, Bronisław Bohatyrewicz, Xawery Czernicki (đô đốc), Stanisław Haller, Aleksander Kowalewski, Henryk Minkiewicz, Kazimierz Orlik-Łukoski, Konstanty Plisowski, Rudolf Prich (bị sát hại ở Lwow), Franciszek Sikorski, Leonard Skierski, Alojzy Wir-Konas, và Mieczysław Smorawiński.

## Danh hiệu và giải thưởng
- Huân chương Virtuti Militari
- Huân chương Polonia Restituta
- Huân chương Chữ thập vàng
- Huân chương Độc lập
- Huân chương Bắc Đẩu Bội tinh (Pháp)